# Alexis Guignard de Saint-Priest
Pour les articles homonymes, voir Saint-Priest et Guignard.
Pour les autres membres de la famille, voir Famille Guignard.
Alexis Guignard, comte de Saint-Priest (Saint-Pétersbourg, 20 avril 1805 - Moscou, 27 septembre 1851) est un homme politique, homme de lettres, diplomate et historien français.

## Biographie

### Vie privée
Il est le fils d'Armand Guignard de Saint-Priest, 2e comte de Saint-Priest et de Sophie Galitzine.
Il est également le petit-fils de François-Emmanuel Guignard, 1er comte de Saint-Priest (1735-1821), diplomate et homme d'État français, dernier ministre de la Maison du Roi Louis XVI et premier ministre de l'Intérieur de la France en 1788-1791.

### Vie publique
Il est gentilhomme de la chambre de Charles X, puis chargé d'affaires à Parme, diplomate au Brésil, à Lisbonne et à Copenhague.
Il est nommé Pair de France, siégeant ainsi à la Chambre des pairs aux côtés de son père qui succédait lui-même à son propre père.
Il est élu membre de l'Académie française le 18 janvier 1849.

## Famille
Il épouse, le 7 mai 1827, Antoinette Marie Henriette de La Guiche (1804-1865), fille de Louis-Henri de La Guiche, 1er marquis de La Guiche et d'Amélie Françoise Louise de Cléron d'Haussonville. Ils ont trois enfants :
- Amandine Marie Sophie Guignard de Saint-Priest (21 août 1828 - 22 juin 1883) épouse en premières noces Gaspard Paulin André de Clermont-Tonnerre, comte de Clermont-Tonnerre (27 octobre 1816 - 18 juin 1849), dont descendance, puis épouse en secondes noces Hyppolyte de Charpin-Geugerolles, comte de Charpin-Geugerolles (11 septembre 1816 - 9 mars 1894), dont descendance ;
- Élisabeth Marie Casimir Guignard de Saint-Priest (9 avril 1832 - 3 mars 1900) épouse Bernard Hyppolyte Marie d'Harcourt, comte d'Harcourt (23 mai 1821 - 4 janvier 1912), dont descendance ;
- Georges Alexis Marie Guignard de Saint-Priest, 3e comte de Saint-Priest (9 décembre 1835 - 11 avril 1898), célibataire, sans enfants.

## Distinctions

### Décorations françaises
- Officier de la Légion d'honneur
  -  Chevalier de la Légion d'honneur

## Œuvres
- Les Ruines françaises, suivies du Voyageur à la Trappe, essais poétiques (1823)
- Chefs-d'œuvre du théâtre russe, traduits et publiés par le Cte A. de Saint-Priest. Ozerof (Fingal ; Dimitri Donskoi), Fon-Vizine (Le Dadais), Krilof (Le Magasin de modes), Schakofskoi (Le Cosaque poète) (1823)
- Athénaïs, ou le Pouvoir d'une femme, comédie en 1 acte, en prose (1826)
- Le Présent et le passé, épître à un détracteur de l'époque actuelle (1828)
- Histoire de la royauté considérée dans ses origines jusqu’à la formation des principales monarchies de l'Europe (1842)
- Histoire de la chute des Jésuites au XVIIIe siècle, 1750-1782 (1844)
- Histoire de la conquête de Naples par Charles d'Anjou, frère de saint Louis (1847-49)
- Études diplomatiques et littéraires (1850)
- La Normandie ancienne et moderne, mœurs, usages, antiquités, costumes des cinq départements composant cette ancienne province (1851) (Publié sous le nom de P. Philppe)